# Punta Burica
Punta Burica är en udde i Costa Rica, på gränsen till Panama. Den ligger i den sydöstra delen av landet, 250 km sydost om huvudstaden San José.
Terrängen inåt land är platt. Havet är nära Punta Burica åt sydost.  Det finns inga samhällen i närheten.